# Santi Angeli Custodi a Città Giardino (diaconia)
Santi Angeli Custodi a Città Giardino (in latino: Sanctorum Angelorum Custodum in regione vulgo "Città Giardino") è una diaconia istituita da papa Paolo VI il 5 febbraio 1965 con la costituzione apostolica Quandoquidem Sacrorum Cardinalium.

## Titolari
- Alfredo Pacini (29 giugno 1967 - 23 dicembre 1967 deceduto)
- Sebastiano Baggio (30 aprile 1969 - 21 dicembre 1973 nominato cardinale presbitero di San Sebastiano alle Catacombe)
- Vacante (1973 - 2001)
- Agostino Cacciavillan (21 febbraio 2001 - 21 febbraio 2011); titolo pro hac vice (21 febbraio 2011 - 5 marzo 2022 deceduto)
- Angelo Acerbi, dal 7 dicembre 2024